# Master of Laws
Master of Laws (ve zkratce LL.M., či LLM, popř. M.L., lat. Legum Magister, či Magister Legum) je titul magisterské úrovně (master's degree) typický pro anglosaský svět. Jedná se o postgraduální program práva, tedy jde o magisterský program, který navazuje po ukončení vysoké školy, tedy již po absolvovaném bakalářském programu.
Ve světě je dostupné široké spektrum programů zakončených LL.M., které umožňují specializaci na téměř všechna právní odvětví. Druh specializace může být uveden v závorce za titulem, např. (EuR), (Tax), (Com).
Tato úroveň kvalifikace, tedy program Master of Laws (překládáno do češ. magistr práv) je v některých zemích základní profesní titul, stupeň kvalifikace, pro přijetí do právní praxe.
Existují též bakalářské programy práv – Bachelor of Laws (LL.B., LLB, B.L., česky bakalář práv).
V různých částech světa se užívá různý zápis a pravopis zkratek titulů, např. v USA se tyto zkratky píší především s tečkami, zatímco ve UK, Kanadě, Austrálii či na Novém Zélandu se často zkracuje bez teček, v jiných částech světa (např. Afrika) se zvyklosti mohou opět různit. Na školách ve světě nebo na zahraničních vysokých školách v Česku, či na jejich pobočkách, může být možné tento titul také získat a příp. jej v Česku i uznat (tzv. nostrifikovat). Pokud se zkratky těchto titulů užívají, píší se za jménem odděleny čárkou. Tituly této úrovně – magisterské – se však ve světě běžně neužívají, resp. nepíší, vyjma profesních (rozuměno titulů spjatých s určitou profesí); běžně bývají užívány až tituly vyšší – doktorské.

## Česko

### Historie
Donedávna bylo možné LLM program absolvovat jen na zahraničních univerzitách, v Česku tento typ studia jako první nabídla Masarykova univerzita ve spolupráci s Nottingham Trent University, jedná se o  postgraduální studium obchodního práva (první absolventi promovali na podzim 2007). 
Následovala University of New York in Prague, která vyučuje  LL.M. kurz mezinárodního a komerčního práva. Nabídku LLM programů pak v roce 2011 rozšířila Univerzita Karlova, která tento program vyučuje ve dvou variantách – se zaměřením na právní systém v České republice a střední Evropě či se zaměřením na lidská práva a životní prostředí. 
Titul LLM bylo možné získat také na Brno International Business School (BIBS, a.s.), a to v oborech české obchodní právo v kontextu práva EU a právo v managementu a podnikání. 
V listopadu 2015 začala třísemestrální postgraduální studium LL.M. zaměřené na arbitráž a mediaci nabízet za účasti předních představitelů České advokátní komory vysoká škola CEVRO Institut, nově pak (od listopadu 2017) nový program: Ochrana informací, zaměřený na ochranu osobních údajů, elektronickou identitu, kybernetickou bezpečnost a compliance v souvislosti s trestní odpovědností právnických osob. 
Další institucí, na které je možno studovat LL.M. je Evropský ústav práva a soudního inženýrství (EUPSI), sídlící v Hodoníně, umožňující úzce specializované studium kriminologie a penologie (kód studijního programu 421.326), příp. aplikované kriminalistiky zejména příslušníkům policie a vězeňské služby, v úzké spolupráci a na základě uzavřeného memoranda o spolupráci Archivováno 10. 7. 2018 na Wayback Machine. s Vězeňskou službou ČR. Na EUPSI je možné studovat též právo a právní vědu, ochranu osob a majetku, daňové a rodinné právo.

### Kvalifikace
Titul LL.M. uděluje akademická instituce (univerzita) ve své zemi dle příslušných zákonů. V České republice, pokud je titul LL.M. udělován z řádného vysokoškolského studia, musí česká škola mít akreditaci od zahraniční vzdělávací instituce, která má řádnou akreditaci ve své zemi. (I českou, blíže: zahraniční vysoká škola v Česku.) Pokud má být uznán, tzv. nostrifikován, je třeba absolvovat tento proces. Typicky je tento program možné absolvovat na University of New York in Prague nebo na Evropské akademii vzdělávání. Pokud je však v České republice titul LL.M. udělován českou univerzitou, potom nemá povahu akademického titulu (nejde o vysokoškolské vzdělání ale o profesní studium), ale titulu profesního (blíže též: vzdělávání v mezinárodně uznávaném kursu). (Tedy pro vzdělání z programu LLM, pokud se má jednat o ekvivalent české magisterské kvalifikaci, je třeba toto uznat – více: nostrifikace.) Udělování neakademických (tedy jiných, či profesních) titulů není upraveno zákonem, nejedná se o řádné vysokoškolské vzdělání, ale o jistý druh profesní nástavby – kurzu. Profesní tituly nepodléhají žádné akreditaci, nebo kontrole ze strany státního dozoru, a proto kvalita poskytovaného vzdělání může být zpochybněna.